# Carole Ann Ford
Carole Ann Ford (ur. 16 czerwca 1940) – brytyjska aktorka, znana z roli Susan Foreman w brytyjskim serialu science-fiction Doktor Who, w którym grała w  latach 1963 do 1964, a następnie w latach 1983 i 1993. Zaczęła grać w filmach gdy miała 8 lat.

## Filmografia
| Rok                   | Tytuł                                | Rola                |
| --------------------- | ------------------------------------ | ------------------- |
| 1948                  | The Last Load                        | ?                   |
| 1955–1976             | Dixon of Dock Green                  | Helen Layton        |
| 1959                  | The Ghost Train Murder               | ?                   |
| 1962                  | Mix Me a Person                      | Jenny               |
| 1962                  | Z Cars                               | Rita                |
| 1962                  | Dzień tryfidów                       | Bettina             |
| 1962–1978             | Suspense                             | Jacky               |
| 1963                  | The Punch and Judy Man               | Dziewczyna w kiosku |
| 1963–1964, 1983, 1993 | Doktor Who                           | Susan Foreman       |
| 1966                  | The Great St Trinian's Train Robbery | Albertine           |
| 1967                  | Pod drzwiami                         | ?                   |
| 1975                  | The Hiding Place                     | Mary Donovan        |